# NGC 4426
NGC 4426 (NGC 4427) je dvojna zvijezda u zviježđu Berenikinoj kosi. Naknadno je utvrđeno da je NGC 4427 isti objekt.

## Vanjske poveznice
- (engl.) SEDS: NGC 4426
- (engl.) Revidirani Novi opći katalog
- (engl.) Izvangalaktička baza podataka NASA-e i IPAC-a
- (engl.) Astronomska baza podataka SIMBAD
- (engl.) VizieR